# Kellye Cash
Kellye Cash, née le 2 février 1965 à Memphis, dans le Tennessee, aux États-Unis, est une chanteuse de gospel et de musique country, couronnée Miss Tennessee (en) 1986, puis Miss America 1987.
Elle est la petite-nièce des chanteurs Johnny Cash et Tommy Cash.